# حماسه فورسایت
حماسهٔ فورسایت (به انگلیسی: The Forsyte Saga) که برای اولین بار در سال ۱۹۲۲ با این نام منتشر شد، مجموعه‌ای از سه رمان و دو داستان کوتاه است که بین سال‌های ۱۹۰۶ تا ۱۹۲۱ توسط نشر هینمن منتشر شدند. نویسندهٔ این کتاب جان گالزورثی در سال ۱۹۳۲ به خاطر خلق این مجموعه جایزهٔ نوبل ادبیات دریافت کرد. اولین بخش از حماسهٔ فورسایت، رمان مرد دارایی نام داشت که در سال ۱۹۰۶ منتشر شد. بعد از آن داستان کوتاه «تابستان هندی فورسایت» در ۱۹۱۸، رمان در منصب و داستان کوتاه «بیداری» هر دو در ۱۹۲۰ و رمان رها کردن در ۱۹۲۱ منتشر شدند.